# Acacia rivalis
Acacia rivalis — вид квіткових рослин з родини бобових. Ареал: Австралія (Південна Австралія).

## Середовище
Цей вид зустрічається у високих чагарниках на хребтах і скелястих, глинистих схилах або вздовж водотоків.

## Біоморфологічна характеристика
Це невелике дерево або кущ 3–5 метрів з густою парашутоподібною кроною. Він розгалужується або біля землі, або виникає з одним стовбуром, який становить менше 1 метра, перш ніж розділитися на кілька гілок. У дикій природі цей вид виділяє помірну кількість камеді зі свого стебла та гілок. Поодинокі квітки з'являються у невеликих кулястих квіткових головах на пазушних китицях у період з квітня по листопад. На дереві разом можна знайти як зрілі стручки, так і квітки. Насіння можна збирати в листопаді та грудні, і цей вид, швидше за все, добре реагує на пожежу. Тривалість життя цього виду становить 15–20 років.

## Використання
Acacia rivalis може використовуватися в їжу, матеріали та вирощування. Це привабливий вид, придатний для вирощування для декоративних, паркових і сухих дачних посадок. Повідомляється, що аборигени Австралії перемолювали насіння на їстівне борошно.